# Bernhard Syndikus
Bernhard Syndikus (* 14. Februar 1958) ist ein deutscher ehemaliger Rechtsanwalt aus München. Zusammen mit Günter Freiherr von Gravenreuth war er von 1988 bis 2005 in einer Anwaltskanzlei tätig. Bis 2012 betrieb er eine eigene Kanzlei, seine Klientel bestand im Wesentlichen aus Mandanten im Bereich Telekommunikationsrecht.

## Wirken
Schon während seiner Tätigkeit in der Kanzlei Gravenreuth war Syndikus Geschäftsführer des Telekommunikations- und vormaligen Dialer-Anbieters Global Netcom GmbH (Gesellschaft liquidiert im Oktober 2009). Syndikus führt ferner die Geschäfte der Firma MV Medien GmbH in München.
Syndikus war als Anwalt an der Entwicklung der Rechtsprechung zur sogenannten „Forenhaftung“ beteiligt.
Mindestens seit 2020 bietet er Unternehmensberatung und Marktforschung für Internetunternehmen an.

## Verurteilungen
Die Staatsanwaltschaft Mühlhausen klagte Bernhard Syndikus im Winter 2005 wegen gewerbsmäßiger unerlaubter Vervielfältigung urheberrechtlich geschützter Werke an. Der Staatsanwaltschaft zufolge war er gemeinsam mit Mandanten und Dritten für den Betrieb der Website „FTP-Welt“ verantwortlich, über die illegal kopierte Filme und Software verkauft und damit seit Juni 2003 knapp eine Million Euro Umsatz gemacht wurde. Die Staatsanwaltschaft verdächtigte den Rechtsanwalt, an Geldwäsche und der Gründung einer kriminellen Vereinigung beteiligt gewesen zu sein, indem er den Mittätern u. a. ein Anderkonto sowie Kontakte zu Betreibern von Scheinfirmen sowie von nicht dem deutschen Recht unterliegenden Datenservern für die Schwarzkopien verschaffte. Die 6. große Wirtschaftsstrafkammer am Landgericht Mühlhausen verurteilte Bernhard Syndikus im Februar 2007 wegen Beihilfe zur gewerbsmäßigen Vervielfältigung und Verbreitung urheberrechtlich geschützter Werke zu einer 10-monatigen Freiheitsstrafe, deren Vollstreckung zur Bewährung ausgesetzt wurde, sowie zu einer Geldstrafe in Höhe von 90.000 Euro.
Fünf Jahre später, am 17. Februar 2012, wurde Bernhard Syndikus vom Landgericht Osnabrück zusammen mit drei weiteren Angeklagten des gewerbsmäßigen Betrugs für schuldig befunden. Die Täter hatten sich nach Überzeugung des Gerichts zwischen März 2004 bis August 2005 in mehreren Fällen wiederholt selbst Grußkarten zustellen lassen, um die entsprechenden Firmen zuerst abzumahnen und bei Wiederholung vereinbarte Vertragsstrafen dann schließlich zu kassieren. Das LG Osnabrück verhängte gegen Syndikus eine Haftstrafe von 15 Monaten, die zur Bewährung ausgesetzt wurde.

## Gerichtsverfahren
Im August 2005 berichtete das IT-Nachrichtenportal heise online, dass Mario Dolzer, einer von Syndikus’ Mandanten, mittels eines Trojaners nach freigewordenen Domains suche, für die Syndikus dann als Admin-C fungiere. Syndikus dementierte diese Berichte und bestritt, für solche Domains als Admin-C eingetragen zu sein. In dem vom Heise-Verlag zu diesem Bericht eingerichteten Forum kam es sodann zu Postings, in denen unter anderem zu DoS-Attacken auf den Server der Dolzer zuzurechnenden Firma aufgerufen wurde.
Deswegen hatte Syndikus den Heise-Verlag per Abmahnung dazu aufgefordert, es zu unterlassen, zukünftig daran mitzuwirken, dass in deren Foren Aufrufe zu DoS-Attacken auf den Server seines Mandanten verbreitet werden. Heise löschte die betreffenden Beiträge und sprach von „Dampfablassen“ durch User, wollte jedoch nicht zusichern, ähnliche Beiträge in Zukunft bereits vor der Veröffentlichung zu unterbinden. Darauf erwirkte der vom Aufruf zur DoS-Attacke betroffene Mandant beim Landgericht Hamburg eine einstweilige Verfügung.
Im vom Heise-Verlag angestrengten Widerspruchsverfahren wurde diese einstweilige Verfügung im Dezember 2005 vom Gericht bestätigt. In den Urteilsgründen hieß es, es handele sich bei diesen Foren aufgrund vorangegangener Beiträge um eine „besonders gefährliche Einrichtung“. Das LG Hamburg stützte sich insoweit auf die BGH-Entscheidung „Internetversteigerung I“ zu Internetauktionen und bejahte eine Haftung wie bei „besonders gefährlichen Einrichtungen“. Diese Rechtsprechung fordert, dass der Anbieter fremder Inhalte ab Kenntnis nicht nur von Usern begangene Rechtsverstöße abstellen, sondern zukünftig auch sicherstellen muss, dass sich solche Rechtsverletzungen nicht wiederholen können.
Das Landgericht Hamburg verschärfte diese Rechtsprechung und meinte, wenn dies aus personellen Gründen nicht möglich sei, müssten entweder die Ressourcen aufgestockt oder aber der Umfang des Dienstes eingeschränkt werden. Der Heise-Zeitschriftenverlag legte gegen das Urteil des LG Hamburg Berufung ein. Diese wurde am 22. August 2006 zwar zurückgewiesen, jedoch wurden die dem Verlag noch vom Landgericht Hamburg auferlegten Kontrollpflichten für die Webforen vom OLG Hamburg eingeschränkt.
Der Heise-Verlag hatte sowohl über den Prozessauftakt im Verfahren „FTP-Welt“, als auch über die Urteile in jenem Verfahren berichtet. Hierbei wurden lediglich die Vornamen und der erste Buchstabe des Nachnamens der Beschuldigten verwendet,  was für eine Erkennbarkeit im Einzelfall dennoch vollkommen ausreichend war (vgl. die Entscheidung des BGH in NJW 1971, 698, 700 – Pariser Liebestropfen).
Im Zusammenhang mit dem Thema „Syndikus und Domaingrabbing“ war auch immer wieder die britische Firma Laten8 in Erscheinung getreten, für die Syndikus ebenfalls als Admin-C von de-Domains fungiert.
Im April 2007 enthüllte der Bayerische Rundfunk Verbindungen von Syndikus zu den Betreibern weiterer sog. „Abofallen“. Unter anderem wurde auf diese Weise bekannt, dass Syndikus auch eine Firma Net Content Ltd. vertrat, deren „Director“ Michael Burat nicht nur in der Netzszene seit langem umstritten, sondern auch langjähriger Duzfreund von Syndikus ist. Syndikus verbindet mit Burat aber nicht nur eine langjährige Freundschaft. Beide stehen nach Ermittlungen der Staatsanwaltschaft Osnabrück auch im Verdacht der gemeinschaftlichen Erpressung. Nach diesen Ermittlungen soll sich Burat unter Verwendung falscher oder fiktiver Namen und E-Mail-Adressen selbst sog. „E-Cards“ zugesandt und die Betreiber der betroffenen E-Card-Dienste dann über Syndikus wegen „Spam“ abgemahnt haben. Die auf diese Weise rechtswidrig erlangten Einnahmen in Form von Abmahnkosten sollen sich Syndikus und Burat dann geteilt haben. Syndikus bestritt, wie zuvor im Fall „FTP-Welt“ auch, jede Tatbeteiligung und jedes Wissen von den Handlungen seines „Mandanten“ Burat, der nach einem Bericht von Heise.de jedoch bereits ein Teilgeständnis abgelegt hatte.
Die weitere Ausstrahlung dieses Beitrages wurde dem Journalisten und dem Bayerischen Rundfunk vom Landgericht Frankfurt am Main gerichtlich untersagt.
Die Staatsanwaltschaft Osnabrück erhob in dieser Sache am 2. Dezember 2009 Anklage zum Landgericht. Der Prozess begann am 17. Februar 2011 vor der 15. Großen Strafkammer des Landgerichts Osnabrück. Bernhard Syndikus wurde am 17. Februar 2012 zu einer Freiheitsstrafe von 15 Monaten, die zur Bewährung ausgesetzt wurde, verurteilt. Die gegen das Urteil beim Bundesgerichtshof eingelegte Revision wurde im April 2013 zurückgewiesen, womit das Landgerichtsurteil rechtskräftig wurde.
Syndikus vertrat 2009 die ebenfalls als „Abofallen“-Inkasso-Anwältin bekannte Katja Günther in einem Verfahren vor dem Amtsgericht Karlsruhe, das damit endete, dass Günther zu einer Schadensersatzzahlung verurteilt wurde.
Das für Bernhard Syndikus zuständige Anwaltsgericht der Rechtsanwaltskammer hat mit Urteil vom 24. März 2014, Az. 3 AnwG 71/13, den Betroffenen schuldig gesprochen, die ihm obliegende Pflicht, seinen Beruf gewissenhaft auszuüben und sich der Achtung und des Vertrauens würdig zu erweisen, welche die Stellung des Rechtsanwalts erfordert, schuldhaft verletzt zu haben, indem er Betrug in 31 Fällen sowie versuchten Betrug in 33 Fällen begangen und sich in 64 Fällen unsachlich verhalten hat. Er wurde daher aus der Anwaltschaft ausgeschlossen.
Gegen dieses Urteil hatte Bernhard Syndikus Berufung eingelegt. Der Anwaltsgerichtshof München hat mit Urteil vom 10. November 2014 – BayAGH II 6/14 die Berufung verworfen. Der Ausschluss von Bernhard Syndikus aus der Anwaltschaft wurde damit rechtskräftig. Die ausführliche Urteilsbegründung des Anwaltsgerichtshof München sieht in den schwer wiegenden Verfehlungen des Betroffenen eine „Gefährdung der Rechtspflege“, die die Ausschließung aus der Anwaltschaft zur Erhaltung der Funktionsfähigkeit der Rechtspflege erforderlich und zumutbar erscheinen lässt.
Diese Entscheidung ist rechtskräftig. Der Bundesgerichtshof hat die Revision von Bernhard Syndikus mit Beschluss vom 22. April 2015 als unbegründet verworfen.